# 1997年日本

## 政府
- 天皇：明仁
- 內閣總理大臣：橋本龍太郎

## 大事記

### 4月
- 4月1日：神奇寶貝開始於東京電視台撥放。
- 4月7日：金田一少年之事件簿開始播放。
- 4月14日：東京地方裁判所判處宮崎勤死刑（2008年6月執行死刑）[1]。
- 4月16日：BSAT-1a廣播衛星發射升空，為日本首枚由私營機構持有的廣播衞星。
- 4月19日：名偵探柯南第一部劇場版《引爆摩天樓》上映。之後每年4月都會推出一部劇場版至今。
- 4月22日：長達126天的日本駐祕魯大使官邸人質危機落幕。

### 9月
- 9月18日：日本超級市場巨擘八佰伴宣佈破產。

### 10月
- 10月17日：連接大阪市區與咲洲，橫跨大阪灣的大阪港咲洲隧道正式通車。

### 11月
- 11月17日：北海道拓殖銀行破產。

### 12月
- 12月11日：簽署京都議定書。
- 12月16日：東京電視臺播出的電視動畫《神奇寶貝》第38集《電腦戰士3D龍》中，由於其中數段畫面閃動過於頻繁，導致部分觀眾感到不適及暈倒，並造成685人送醫院治療，成為全球一次性引發癲癇症狀最多人數的電視節目。
- 12月31日：日本搖滾天團X JAPAN舉行「THE LAST LIVE」解散演唱會。

## 出生
- 1月15日——稗田寧寧，配音員
- 1月22日——鵜澤正太郎，配音員
- 8月23日——北香那，配音員。
- 9月20日——集貝花，配音員。
- 10月1日——鈴木實里，配音員。
- 11月3日——北村匠海，演員

## 逝世
- 9月2日——福田一，政治人物。曾歷任法務大臣、眾議院議長、北海道開發廳長官等職。

## 1997年的漢字
1997年日本的漢字是「倒」，由於數家大企業倒閉；大銀行瀕臨危機；日本國家足球隊打倒強敵，取得世界盃足球賽的出賽資格。